# Липова вулиця (Харків)
Липова вулиця — вулиця у Харкові, у Шевченківському районі, в історичній місцевості Шатилівка. Сполучає Європейську вулицю з вулицею Дмитра Антоненка. Існує з початку XX століття.

## Розташування
Вулиця починається Т-подібним перехрестям з Європейською вулицею. Прямує на північ і закінчується Г-подібним перехрестям з вулицею Дмитра Антоненка, трохи не доходячи до Саржиного Яру та канатної дороги.
Має асфальтове покриття. Лівий (західний) бік вулиці забудований приватними житловими будинками, а лівий (східний) — переважно багатоповерховими будинками.

## Історія
Вулиця виникла на початку XX століття на землях Бураса під назвою Липова. Початково була забудована дачними котеджами. 1923 року ця територія увійшла до меж міста.
26 квітня 1972 року вулиця була перейменована на честь Кирила Дмитровича Синельникова (1901—1966), фізика-експериментатора з Харківського фізико-технічного інституту. 30 вересня 2009 року рішенням міської ради вулиці повернули її стару назву Липова, а на вулицю Синельникова перейменували колишню вулицю Ентузіастів в П'ятихатках біля нового майданчика Харківського фізико-технічного інституту.